# Marta Marrero Marrero
Marta Marrero Marrero (Las Palmas, Canàries, 16 de gener de 1983) és una extennista i jugadora de pàdel professional espanyola.
Va guanyar diversos títols del circuit challenger i dos del circuit professional WTA, en dobles.
A les darreries del 2009 va deixar el tennis a causa d'una lesió i posteriorment va apostar pel món del pàdel. Va proclamar-se campiona, juntament amb la seva companya Cata Tenorio, del World Padel Tour Open de València 2014. L'any 2023 va néixer la seva primera filla Flavia, i any i mig després va tornar al circuit professional de pàdel.

## Palmarès

### Dobles femenins: 5 (2−3)
| Llegenda                     |
| ---------------------------- |
| Grand Slam (0−0)             |
| WTA Tour Championships (0−0) |
| Tier I (0−0)                 |
| Tier II (0−0)                |
| Tier III (2−1)               |
| Tier IV (0−2)                |
| Tier V (0−0)                 |

| Títols per superfície |
| --------------------- |
| Dura (0−1)            |
| Gespa (0−0)           |
| Terra batuda (2−2)    |

| Resultat   | Núm. | Data                   | Torneig           | Superfície   | Parella                 | Oponents                                  | Marcador      |
| ---------- | ---- | ---------------------- | ----------------- | ------------ | ----------------------- | ----------------------------------------- | ------------- |
| Finalista  | 1.   | 30 de juliol de 2001   | Basilea, Suïssa   | Terra batuda | Joannette Kruger        | A. Medina Garrigues M.J. Martínez Sánchez | 6−7(5), 2−6   |
| Guanyadora | 1.   | 9 d'agost de 2004      | Sopot, Polònia    | Terra batuda | Núria Llagostera Vives  | Klaudia Jans Alicja Rosolska              | 6−4, 6−3      |
| Finalista  | 2.   | 27 de setembre de 2004 | Hasselt, Bèlgica  | Dura         | Núria Llagostera Vives  | Mara Santangelo Jennifer Russell          | 3−6, 5−7      |
| Guanyadora | 2.   | 16 de maig de 2005     | Istanbul, Turquia | Terra batuda | Antonella Serra Zanetti | Daniela Klemenschits Sandra Klemenschits  | 6−4, 6−0      |
| Finalista  | 3.   | 25 de juliol de 2005   | Budapest, Hongria | Terra batuda | Lourdes Domínguez Lino  | Émilie Loit Katarina Srebotnik            | 1−6, 6−3, 2−6 |

## Palmarès

### Individual
| Open d'Austràlia | Q1 | 4R | 2R | 2R  | 1R | 1R  | A | A   | A   | 0 / 5     | 5 – 5     |
| Roland Garros | QF | 3R | 2R | 1R  | 2R | 1R  | A | A   | Q1  | 0 / 6     | 8 – 6     |
| Wimbledon | Q1 | 2R | 2R | 1R  | 1R | 1R  | A | A   | A   | 0 / 5     | 2 – 5     |
| US Open | 1R | 1R | 1R | 1R  | 1R | 1R  | A | Q2  | A   | 0 / 6     | 0 – 6     |
| Rànquing a final d'any | 70 | 61 | 86 | 109 | 47 | 278 | – | 197 | 451 | 284 – 209 | 284 – 209 |
| Llegenda: G: Guanyadora; F: Finalista; SF: Semifinalista; QF: Quarts de final; Q: Qualificació; A: Absent; RR: Round Robin |    |    |    |     |    |     |   |     |     |           |           |

### Dobles femenins
| Open d'Austràlia | 1R  | 1R  | 1R | 1R | A | A   | 0 / 4     | 0 – 4     |
| Roland Garros | 2R  | 2R  | A  | 2R | A | A   | 0 / 3     | 3 – 3     |
| Wimbledon | 1R  | 1R  | A  | 1R | A | A   | 0 / 3     | 0 – 3     |
| US Open | 1R  | 1R  | 2R | 2R | A | 2R  | 0 / 5     | 3 – 5     |
| Rànquing a final d'any | 106 | 133 | 60 | 89 | – | 132 | 103 – 122 | 103 – 122 |
| Llegenda: G: Guanyadora; F: Finalista; SF: Semifinalista; QF: Quarts de final; Q: Qualificació; A: Absent; RR: Round Robin |     |     |    |    |   |     |           |           |